# Halina Paszkowska-Turska
Halina Paszkowska-Turska (ur. 10 czerwca 1927 w Warszawie, zm. 26 marca 2017 tamże) – polska operatorka dźwięku.

## Życiorys

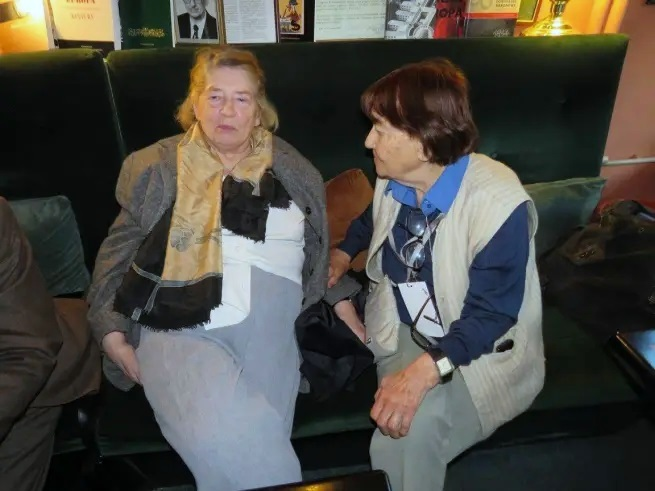
Halina Paszkowska w rozmowie z Grażyną Pomian – Stowarzyszenie Pracowników, Współpracowników i Przyjaciół Rozgłośni Polskiej Radia Wolna Europa, Warszawa, 19 maja 2016

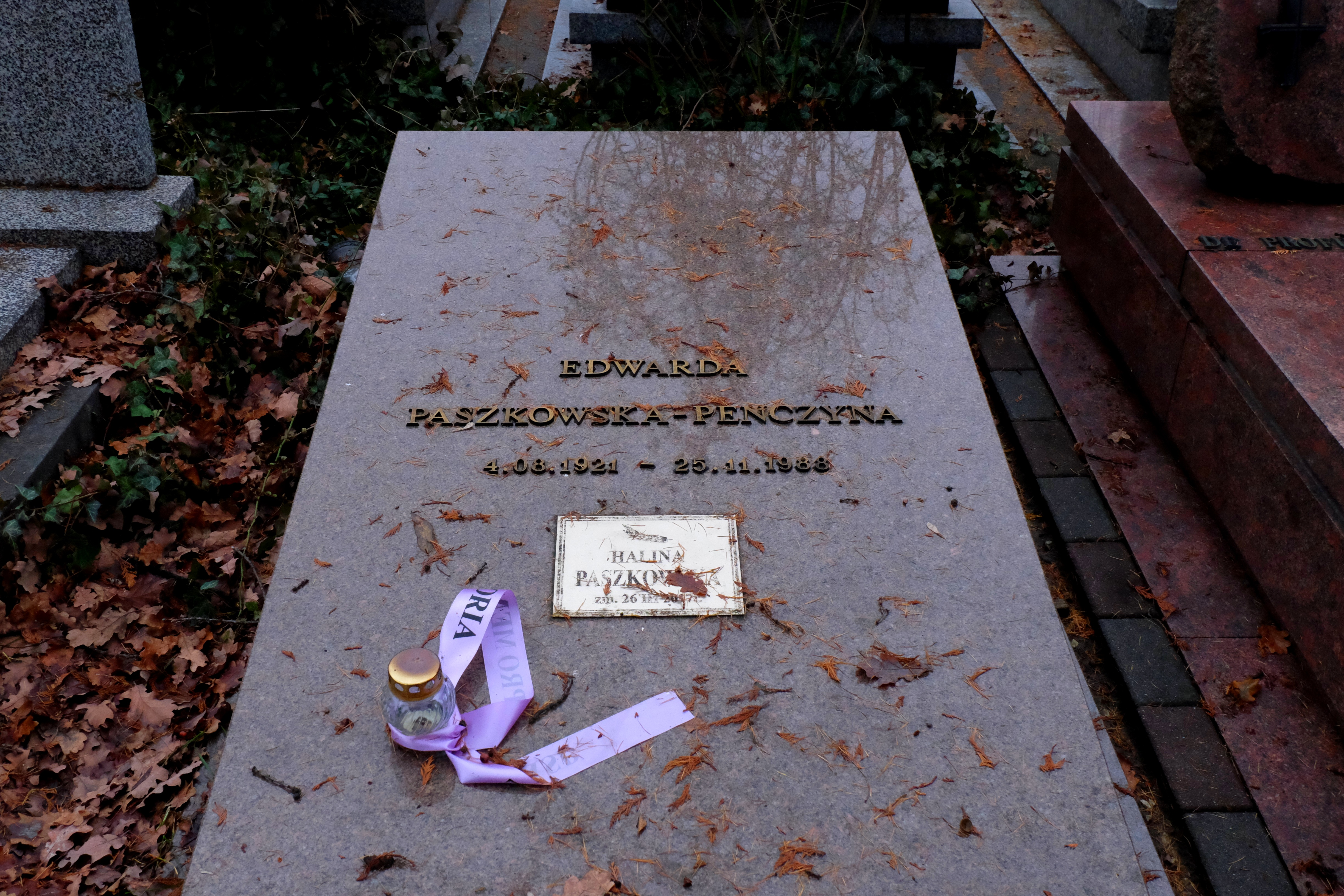
Grób Haliny Paszkowskiej-Turskiej na cmentarzu Wojskowym na Powązkach w Warszawie

Pochodziła z zasymilowanej żydowskiej rodziny Henryka i Reginy z domu Rosenblik (lub Rozenblik). Ojciec pracował w branży hydraulicznej, matka była asystentką dr. Ludwika Zamenhofa, twórcy języka esperanto. 
Po wybuchu II wojny światowej znalazła się pod okupacją niemiecką. Przebywała w getcie warszawskim, a następnie ukrywała się po tzw. aryjskiej stronie. Po wybuchu powstania warszawskiego w pierwszych jego godzinach dołączyła jako ochotniczka w charakterze łączniczki ps. Lusia do plutonu „Rafałki” – 2. kompanii – III zgrupowania „Konrad” – Grupy Bojowej „Krybar” AK.
Po wojnie pracowała jako operator dźwięku między innymi przy udźwiękawianiu około 20 filmów fabularnych, ponad 200 filmów dokumentalnych oraz licznych wydań Polskiej Kroniki Filmowej. W dorobku miała między innymi pracę przy takich produkcjach filmowych jak Nóż w wodzie w reż. Romana Polańskiego czy Pierwszy dzień wolności w reż. Aleksandra Forda. W 2010 została uhonorowana Nagrodą Stowarzyszenia Filmowców Polskich za całokształt dokonań artystycznych.
Została pochowana 31 marca 2017 na cmentarzu Wojskowym na Powązkach (kwatera K-5-52). 
Jest bohaterką filmu dokumentalnego Halina Paszkowska – wybór materiałów zrealizowanego w 2014.

## Życie prywatne
Była żoną historyka Mariana Turskiego. Ich córką jest flecistka Joanna Turska. 

## Ordery i odznaczenia
- Krzyż Kawalerski Orderu Odrodzenia Polski[2][4]
- Złoty Krzyż Zasługi (1975)[8][4]
- Warszawski Krzyż Powstańczy[3]